# ReLoad
《ReLoad》는 미국 헤비메탈밴드인 메탈리카의 일곱 번째 정규앨범이다. 《Load》발매 1년 만에 출시되었는데, 《로드》의 두 번째 파트인 앨범으로, 사정으로 인해 발매가 1년 늦어지게 된 것이다.
이 앨범은 후에 제이슨 뉴스테드가 밴드를 탈퇴하게 되면서, 그가 참여한 메탈리카의 마지막 정규 앨범이 되었다.

## 앨범 정보
- 메탈리카의 여섯 번째 정규앨범은 전작 《Load》와 이 앨범의 더블 앨범 구성으로 기획되었으나, 메탈리카 측은 한번에 너무 많은 곡을 녹음하기에는 무리가 있다고 판단하여 절반씩 작업하기로 결정한다.
- 커버는 미국의 사진작가 안드레스 세라노의 사진을 실었다.
- 수록곡 중 〈Better than You〉, 〈Slither〉, 〈Bad Seed〉, 〈Where the Wild Things Are〉, 〈Prince Charming〉, 〈Attitude〉는 아직 공연에서 연주된 적이 없고, 〈Carpe Diem Baby〉의 경우 2011년 12월에 공연 형식으로 개최된 메탈리카 30주년 기념파티에서 처음으로 라이브를 하게 된다.

### 한국 라이센스반
- 1997년 11월에 발매된 한국의 라이센스 음반에는 평론가 성우진의 〈METALLICA 「RELOAD」 - 그 누가 섣불리 메탈리카를 판단하는가... 이미 재장전된 총구가 당신의 가슴을 겨냥하고 있다!〉라는 제목의 평론글이 부클릿에 인쇄되어 있다.

## 싱글 발매
1. The Memory Remains - 1997.11.11
2. The Unforgiven II - 1998.2.23
3. Fuel - 1998.6.22

## 수록곡
전체 작사: 제임스 헷필드
| #   | 제목                                           | 작사·작곡                             | 재생 시간 |
| --- | ---------------------------------------------- | ------------------------------------- | --------- |
| 1.  | 〈Fuel〉                                       | 제임스 헷필드, 라스 울리히, 커크 해밋 | 4:30      |
| 2.  | 〈The Memory Remains〉 (Feat. 마리안 페이스풀) | 헷필드, 울리히                        | 4:39      |
| 3.  | 〈Devil's Dance〉                              | 헷필드, 울리히                        | 5:19      |
| 4.  | 〈The Unforgiven II〉                          | 헷필드, 울리히, 해밋                  | 6:37      |
| 5.  | 〈Better Than You〉                            | 헷필드, 울리히                        | 5:22      |
| 6.  | 〈Slither〉                                    | 헷필드, 울리히, 해밋                  | 5:13      |
| 7.  | 〈Carpe Diem Baby〉                            | 헷필드, 울리히, 해밋                  | 6:12      |
| 8.  | 〈Bad Seed〉                                   | 헷필드, 울리히, 해밋                  | 4:05      |
| 9.  | 〈Where the Wild Things Are〉                  | 헷필드, 울리히, 제이슨 뉴스테드       | 6:54      |
| 10. | 〈Prince Charming〉                            | 헷필드, 울리히                        | 6:05      |
| 11. | 〈Low Man's Lyric〉                            | 헷필드, 울리히                        | 7:37      |
| 12. | 〈Attitude〉                                   | 헷필드, 울리히                        | 5:16      |
| 13. | 〈Fixxxer〉                                    | 헷필드, 울리히, 해밋                  | 8:15      |

## 참여
이 목록은 해당 앨범의 부클릿에서 발췌하였다.
| 메탈리카 - 제임스 헷필드 - 리드 보컬, 리듬 기타 - 커크 해밋 - 기타 - 라스 울리히 - 드럼 - 제이슨 뉴스테드 - 베이스 기타 음악인 - 마리안 페이스풀 – 피쳐링(2) - Bernardo Bigalli – 바이올린(11) - David Miles – 허디 거디(11) - Jim McGillveray – 타악기 | 프로덕션 - 밥 락, 제임스 헷필드, 라스 울리히 – 프로듀서 - Randy Staub – 녹음 - Brian Dobbs - 추가 기술 - Kent Matcke, Darren Grahn, Gary Winger, Bernardo Bigalli - 보조 기술자 - Paul DeCarli, Mike Gillies, Darren Grahn – 디지털 에디트 - Mike Fraser,/Randy Staub(The Plant 스튜디오) – 믹싱 - George Marino(Sterling Sound) – 마스터링 - Andie Airfix(Satori) – 앨범 디자인 - Anton Corbijn – 사진 - Andres Serrano – 앨범 커버 아트워크 - Q Prime inc. - 매니지먼트 |